# Lissonota nishiguchii
Lissonota nishiguchii là một loài tò vò trong họ Ichneumonidae.